# Monday Eguabor
Monday Eguabor (ur. 10 sierpnia 1968) – nigeryjski zapaśnik walczący w stylu wolnym. Olimpijczyk z Seulu 1988; gdzie odpadł w eliminacjach w kategorii 74 kg.
Mistrz igrzysk afrykańskich w 1987 i mistrzostw Afryki w 1988. Wicemistrz Wspólnoty Narodów w 1987, a trzeci w 1989 roku.